# Synagoga ve Vítkovicích

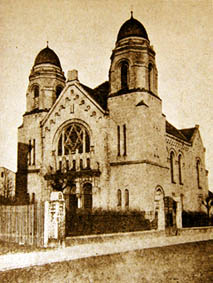
Synagoga ve Vítkovicích

Synagoga ve Vítkovicích byla synagoga templového typu, která stála v ostravské městské části Vítkovice (do r. 1924 samostatné město) od roku 1911 do léta roku 1939, kdy byla vypálena nacisty. Z více než 10 tisíc židovských občanů Velké Ostravy jich v koncentračních táborech během holokaustu zahynulo přes osm tisíc, další padli jako vojáci v uniformách čs. exilových armád. Po skončení války se r. 1945 se do Ostravy vrátilo asi 500 osob, z nichž téměř všichni po r. 1948 a 1968 emigrovali do Izraele, Anglie, Austrálie, USA či Západního Německa. Dnešní Židovská obec v Ostravě čítá něco málo přes sto členů, mnoho židovských "Ostravaku" však žije v Izraeli, SRN a USA a ke svému rodnému městu se i dnes, po více než 70 letech od emigrace, hrdě a s láskou hlásí.

## Židé ve Vítkovicích
Vzhledem ke komplikovanému územně-správnímu vývoji celého Ostravska je vymezení historie Židů pouze ve Vítkovicích značně problematické. Existují údaje o židovském obyvatelstvu v Polsko-ostravské a Moravské Ostravě z 19. století, posléze sčítání obyvatel, které však zahrnuje oblast tzv. Velké Ostravy. Údaje exkluzivně pro Vítkovice buď vůbec neexistují, či doposud nejsou známy.
Vítkovice byly ještě na počátku 19. století chudičká zemědělská vesnice poblíž Ostravy o několika desítkách adres. Výhodou Vítkovic však byla strategická poloha poblíž bohatých ostravských ložisek uhlí, beskydských zdrojů železné rudy a vody z Ostravice.
V roce 1843 koupil huť Salomon Mayer Rothschild, bohatý židovský podnikatel, a započal tak raketový vzestup oblasti na pulzující moderní město. Zakládají se doly, fabriky, domy, ulice. Do Vítkovic se zejména během druhé poloviny 19. století stěhuje z okolních oblastí, ale i odjinud z monarchie stále čím dál tím víc obyvatel, které hledá uplatnění ve zdejších podnicích a průmyslu. Jedná se zejména o chudé venkovské dělníky a také nižší a střední židovskou třídu, především z Haliče, Bukoviny, Podkarpatské Rusi, ale také ze Slezska, Čech, Moravy či Německa a Rakouska.

## Synagoga
Od konce 19. století fungovala v Zábřehu n. O. samostatná synagoga, svým charakterem spíše modlitebna, v ulici Ruské (Palackého) čp. 210. Pozemek byl roku 1891 zakoupen Leopoldem Rufeisenem a r. 1894 předán do vlastnictví židovského náboženského spolku, aby zde byla vystavěna synagoga. Jednalo se o jednoduchou, jednopatrovou, samostatně stojící zděnou stavbu obdélníkového tvaru o rozměrech 24 x 12 m na trojúhelníkové parcele. Naprostá strohost architektonického slohu nevypovídala nic o charakteru budovy, snad jen dvě droboučké věžičky na valbové střeše napovídaly, že se nejedná o obytný dům. V r. 1907 přistavěl zednický mistr František Najman na dvoře záchody a místnost pro košerování drůbeže. Budova byla vypálena 7. června 1939, dnes je na její místě malý školní park.
Důvody stavby vítkovické synagogy byly dvojí. Jednak kapacita hrušovské i Hlavní ostravské synagogy přestávala na začátku 20. století již stále stoupajícímu množství ostravských Židů kapacitně stačit, hlavně ale byly oba dva svatostánky značně vzdáleny pro dosažení pěším způsobem, a to až hodinu chůze z centra Vítkovic. V první dekádě 20. století tedy bylo rozhodnuto o stavbě vítkovického templu, který by důstojně reprezentoval zdejší židovskou pospolitost, její vyšší sociální status i vesměs přináležitost k reformnímu ritu judaismu. Za architekta byl vybrán zkušený moravskoslezský židovský projektant a stavitel Felix Neumann, žák slavného Wilhelma Stiassného, který již měl za sebou v Ostravě i okolí mnoho úspěšných realizací, zejména obytných a obchodním domů, ale i institucí, jako např. Německý spolkový dům. či obchodní dům Rix.